# Cala Morell
Cala Morell, ou selon sa dénomination complète le village côtier de Coll de Cala Morell, est un site archéologique situé dans la municipalité de Ciutadella de Menorca, sur l'île de Minorque, dans l'archipel des Baléares, en Espagne. Il comprend un ensemble de maisons naviformes datées de l'Âge du bronze.

## Historique
Au milieu des années 1990, Gustau Juan et Lluis Plantalamor ont effectué un premier relevé de l'habitat côtier et ont identifié un mur, treize habitations, deux bassins artificiels et une structure circulaire de fonction inconnue. Dans le cadre du projet de recherche « Entre les îles », qui étudie les habitats côtiers de l'Âge du bronze à Majorque et Minorque, des fouilles annuelles sont menées sur le site de Cala Morell depuis 2011, sous la direction de Montserrat Anglada. Deux habitations, les naviformes n°11 et n°12, ont été découvertes dans ce cadre. En 2015, les fouilles archéologiques se sont concentrées sur la construction circulaire située au sud du site.
Le site a été déclaré bien d'intérêt culturel sous la référence RI-51-0003363. En 2013, l'Espagne a proposé l'inscription du site au titre de la « culture talayotique de Minorque » sur la liste indicative de l'UNESCO, préalable à une possible inscription au Patrimoine mondial.

## Description
Le village côtier de Cala Morell a été édifié sur le promontoire côtier d'Es Coll de Cala Morell, perché à environ 35 m au-dessus du niveau de la mer. Côté est, il est protégé par un mur de pierre. L'escalier qui permet désormais d'accéder au site a été construit dans les années 1970. Le site était auparavant difficilement accessible. La nécropole de Cala Morell est située à une distance d'environ 850 m plus au sud.

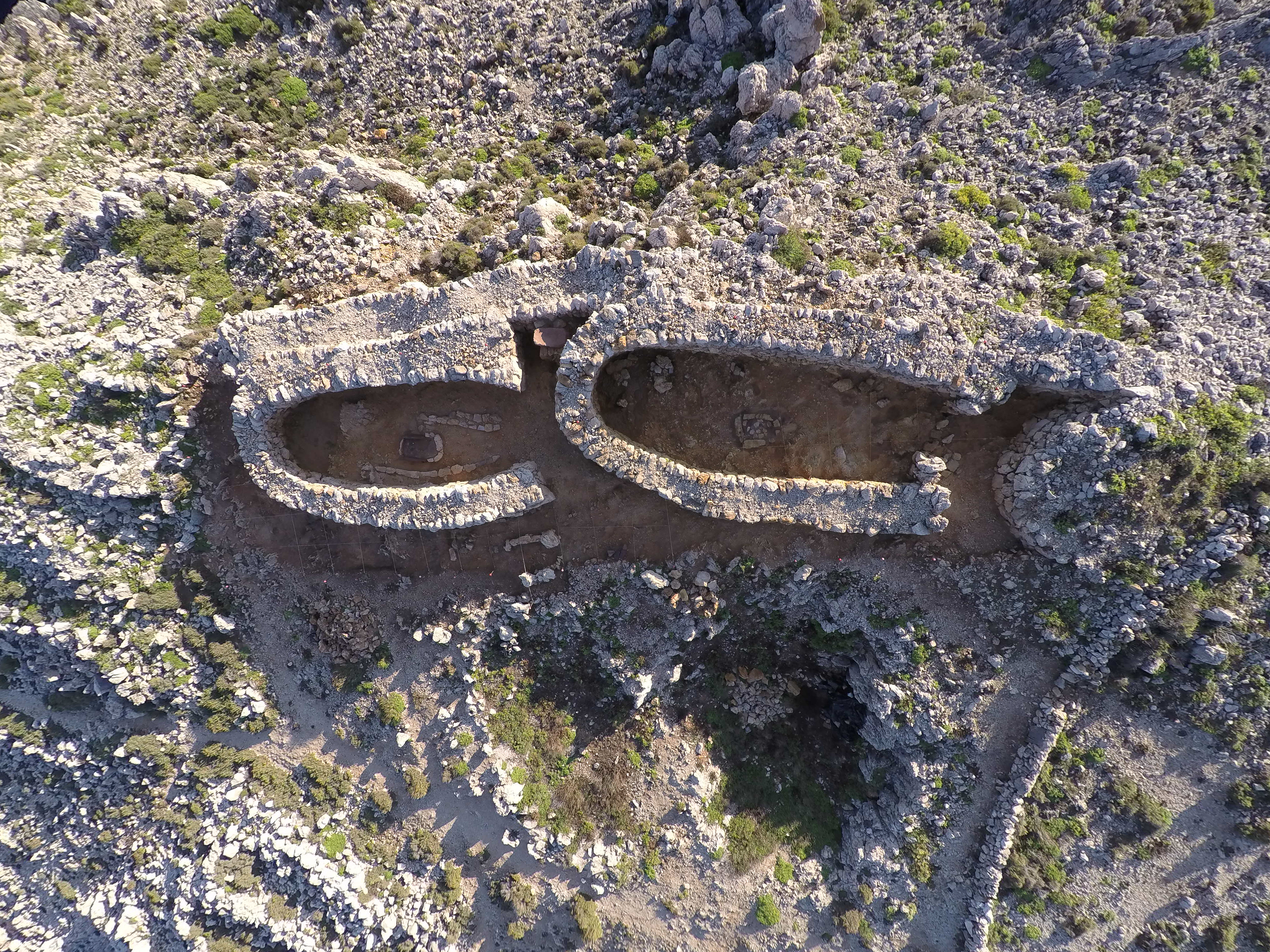
Naviformes n°11 et 12.

Les habitats sont du type naviforme. Il s'agit d'un type d'édifice construit en maçonnerie à pierres sèches, avec un mur à double parement, au plan allongé en forme de fer à cheval, comportant une abside. L'entrée est toujours sur le petit côté opposé à l'abside. Les toits des naviformes étaient généralement constitués de branches, de petites pierres et de terre. La plupart des maisons de Cala Morell sont orientées au sud ou au sud-ouest. Elles mesurent environ huit mètres de long et jusqu'à trois mètres de large. Les naviformes n°11 et n°12 correspondent à cinq maisons alignées les unes derrière les autres le long du mur d'enceinte oriental. En dépit de l'érosion éolienne, les murs des maisons sont bien conservés. Ils sont constitués de pierres relativement petites, alors que les murs extérieurs des naviformes sont généralement réalisés en appareil cyclopéen.
Le naviforme n°11 comporte un foyer rectangulaire entouré de bancs plats en pierre. Une meule a été découverte sur un petit banc de pierre dans une niche située entre les naviformes n°11 et 12, ce qui suggère une consommation régulière de céréales par les habitants. Des restes osseux de chèvres, de moutons, de porcs et surtout de bovins ont été trouvés vers le fond de la maison alors que, malgré la proximité immédiate de la mer, aucun reste de poisson ou de coquillage n'y a été recueilli. Le matériel archéologique découvert comprend des tessons de poterie et des petits outils en os et en pierre (poinçons).
À l'ouest du naviforme n°12, on peut observer deux bassins artificiels mesurant environ huit mètres sur quatre, destinées à stocker l'eau de pluie. Sur le point le plus élevé du promontoire, il existe un ouvrage de forme circulaire dont la fouille n'a pas permis de confirmer la fonction, l'hypothèse qu'il pouvait s'agir d'une sorte de point de repère ayant été initialement envisagée.
Les datations au radiocarbone des échantillons prélevés dans le naviforme n°11 indiquent une période comprise entre 1600 et 1450 av. J.-C., soit au début de la période Naviforme. Le choix de ce site, loin des zones de pâturage et des terres cultivables, pratiquement sans eau douce, donc inhospitalier mais facilement défendable, suggère qu'il fut édifié et fréquenté durant une période de conflits à l'Âge du bronze.